# Trophée d’Auvergne 1962

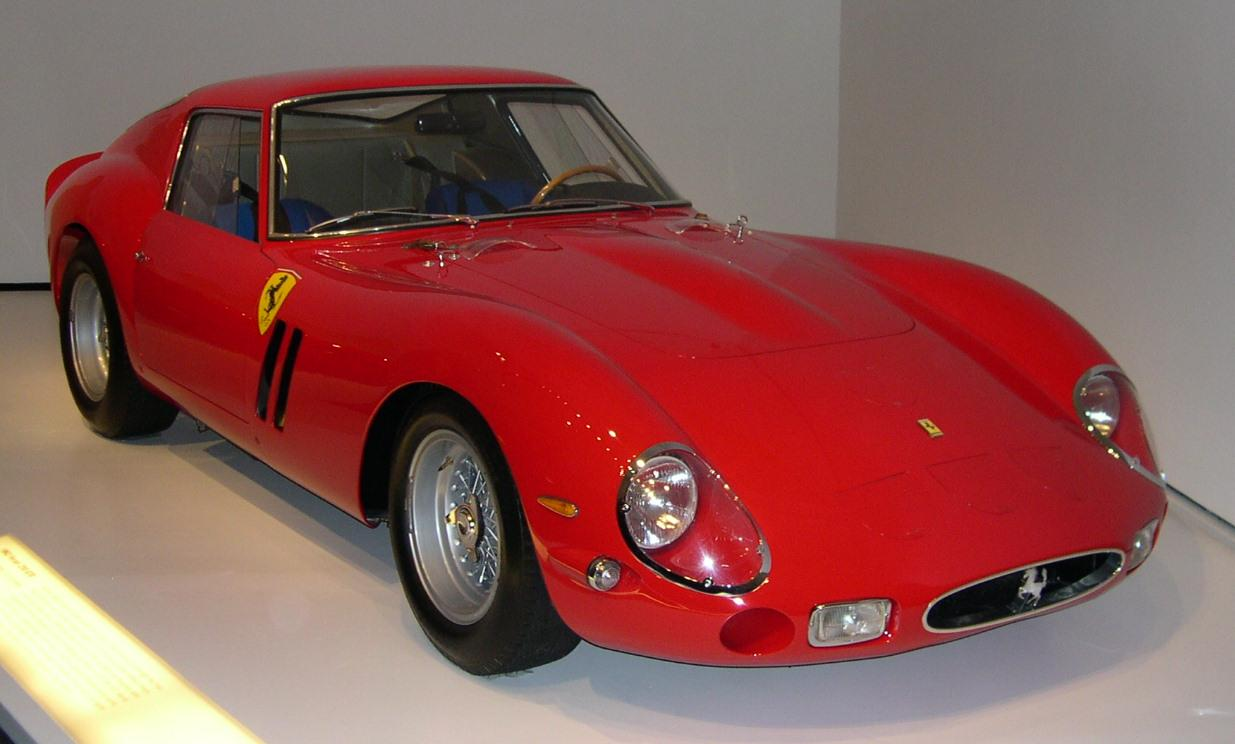
Ferrari 250 GTO 1962; Carlo-Maria Abate fuhr einen 1962er GTO zum Sieg

Die Trophée d’Auvergne 1962 fand am 15. Juli auf dem Circuit de Charade statt und war der neunte Wertungslauf der Sportwagen-Weltmeisterschaft dieses Jahres.

## Das Rennen
Um an der Trophée d’Auvergne dieses Jahres teilnehmen zu können, gaben innerhalb der Meldefrist 67 Teams ihre Nennung ab. Eigentlich war es nur 65 Teilnehmer; die beiden Briten John Gaston und David Hobbs meldeten jeweils zwei unterschiedliche Fahrzeuge. Während beide Meldungen von Gaston vom Veranstalter nicht akzeptiert wurden, durfte Hobbs mit einem Lotus Elite starten. 34 Fahrzeuge durften am Rennen teilnehmen, wobei Tony Lanfranchi an seinem Elva Mk.6 im Training einen Motorschaden hatte, womit schlussendlich 33 Wagen am Start waren.
Porsche, Abarth und Bonnet waren mit Werkswagen vertreten. Für Porsche ging Edgar Barth auf einem Porsche 356B Carrera an den Start. Abarth hatte gleich fünf Fahrzeuge in die Auvergne gebracht, die unter anderem von Tommy Spychiger und Hans Herrmann gefahren wurden. Die René Bonnet Djets wurden von Gérard Laureau, Jean Vinatier und Paul Armagnac pilotiert.
Die beste Trainingszeit erzielte mit einer Zeit von 3.54,300 Minuten Peter Arundell auf einem Lotus 23. Arundell konnte wegen einer Erkrankung aber nicht am Rennen teilnehmen und wurde durch Alan Rees ersetzt, der im Rennen den Lotus an die zweite Stelle der Gesamtwertung steuerte. Sieger wurde Carlo-Maria Abate auf einem Ferrari 250 GTO der Scuderia SSS Repubblica di Venezia.

## Ergebnisse

### Schlussklassement
| 1               | GT 3.0   | 3  | Scuderia SSS Republica di Venezia  | Carlo-Maria Abate | Ferrari 250 GTO            | 38 |
| 2               | S 1.6    | 18 | Essex Racing Team                  | Alan Rees         | Lotus 23                   | 38 |
| 3               | GT 3.0   | 12 | André Simon                        | André Simon       | Ferrari 250 GT             | 38 |
| 4               | GT 3.0   | 8  | Jean Guichet                       | Jean Guichet      | Ferrari 250 GTO            | 38 |
| 5               | GT 3.0   | 10 | Henri Oreiller                     | Henri Oreiller    | Ferrari 250 GT SWB         | 38 |
| 6               | GT 3.0   | 9  | Pierre Noblet                      | Pierre Noblet     | Ferrari 250 GT SWB         | 37 |
| 7               | GT + 3.0 | 2  | Essex Racing Team                  | Anthony Maggs     | Aston Martin DB4 GT Zagato | 37 |
| 8               | GT 3.0   | 7  | Roger Delageneste                  | Roger Delageneste | Ferrari 250 GT SWB         | 36 |
| 9               | S 1.0    | 44 | Bernard Consten                    | Bernard Consten   | Lotus 23                   | 36 |
| 10              | EXP 1.3  | 29 | Ecurie Francorchamps               | Lucien Bianchi    | Abarth-Simca 1300 Bialbero | 36 |
| 11              | EXP 3.0  | 16 | Scuderia SSS Repubblica di Venezia | Nino Vaccarella   | Ferrari 250TR              | 36 |
| 12              | S 1.0    | 50 | René Bonnet                        | Gérard Laureau    | René Bonnet Djet           | 36 |
| 13              | EXP 1.3  | 25 | Abarth                             | Tommy Spychiger   | Abarth-Simca 1300 Bialbero | 36 |
| 14              | GT 1.6   | 19 | Porsche                            | Edgar Barth       | Porsche 356B Carrera       | 36 |
| 15              | EXP 1.3  | 26 | Abarth                             | Hans Herrmann     | Abarth-Simca 1300 Bialbero | 36 |
| 16              | EXP 1.0  | 51 | René Bonnet                        | Jean Vinatier     | René Bonnet Djet           | 35 |
| 17              | GT 1.6   | 20 | Robert Buchet                      | Robert Buchet     | Porsche 356B Carrera       | 34 |
| 18              | EXP 1.0  | 46 | René Bonnet                        | Paul Armagnac     | René Bonnet Djet           | 34 |
| 19              | GT 1.3   | 36 | Scuderia Sant Ambroeus             | Karl Foitek       | Alfa Romeo Giulietta SZ2   | 34 |
| 20              | S 1.0    | 43 | Claude Bobrowski                   | Claude Bobrowski  | Fiat-Abarth 1000S          | 33 |
| 21              | EXP 1.3  | 30 | Daniel Richmond                    | Jimmy Blumer      | Austin Mini-Cooper         | 32 |
| 22              | S 1.6    | 24 | Ian Walker                         | Paul Hawkins      | Lotus 23                   | 32 |
| Ausgefallen     |          |    |                                    |                   |                            |    |
| 23              | GT 1.3   | 38 | Richard Melville                   | Richard Melville  | Lotus Elite                | 30 |
| 24              | S 1.3    | 40 | Biennoise                          | Jörg Wyssbrod     | Elva Mk.6                  | 29 |
| 25              | GT 1.3   | 35 | Louis Morand                       | Louis Morand      | Lotus Elite                | 27 |
| 26              | S 1.3    | 31 | Biennoise                          | Sidney Charpilloz | Elva Mk.6                  | 23 |
| 27              | GT 1.3   | 37 | Scuderia Sant Ambroeus             | Oscar Cabalan     | Alfa Romeo Giulietta SZ    | 21 |
| 28              | EXP 1.3  | 27 | Abarth                             | Mauro Bianchi     | Abarth-Simca 1300 Bialbero | 19 |
| 29              | EXP 1.0  | 42 | Abarth                             | Frank Ruata       | Fiat-Abarth 1000S          | 10 |
| 30              | S 2.0    | 17 | Régis Fraissinet                   | Régis Fraissinet  | Porsche 718 RS60           | 7  |
| 31              | EXP 1.3  | 28 | David Hobbs                        | David Hobbs       | Lotus Elite                | 5  |
| 32              | EXP 1.0  | 41 | Abarth                             | Eberhard Mahle    | Fiat-Abarth 1000S          | 4  |
| 33              | EXP 1.3  | 39 | Ecurie Lausannoise                 | André Wicky       | Abarth-Simca 1300 Bialbero | 1  |
| Nicht gestartet |          |    |                                    |                   |                            |    |
| 34              | S 1.3    | 34 | Tony Lanfranchi                    | Tony Lanfranchi   | Elva Mk.6                  | 1  |

1 Motorschaden im Training

### Nur in der Meldeliste
Hier finden sich Teams, Fahrer und Fahrzeuge, die ursprünglich für das Rennen gemeldet waren, aber aus den unterschiedlichsten Gründen daran nicht teilnahmen.
| Pos. | Klasse   | Nr. | Team                    | Fahrer                          | Chassis                     |
| ---- | -------- | --- | ----------------------- | ------------------------------- | --------------------------- |
| 35   | GT 1.6   |     | Jean Lemmonier          | Jean Lemmonier                  | Porsche 356B 1600GS Carrera |
| 36   | GT 1.3   |     | William MacQuaker       | William MacQuaker               | Lotus Elite                 |
| 37   | GT 1.3   |     | Peter Jopp              | Peter Jopp                      | Lotus Elite                 |
| 38   | GT 1.3   |     | Horst Estler            | Horst Estler Fritz Jüttner      | Alfa Romeo Giulietta SZ     |
| 39   | GT 1.3   |     | André Knörr             | André Knörr                     | Alfa Romeo Giulietta SZ     |
| 40   | GT 1.3   |     | Romano Sacchi           | Romano Sacchi                   | Alfa Romeo Giulietta SZ     |
| 41   | GT 1.3   |     | Kurt Rost               | Kurt Rost                       | Alfa Romeo Giulietta SZ     |
| 42   | S 1.6    |     | Robert Gerbout          | Robert Gerbout                  | Maserati 150S               |
| 43   | GT 1.3   |     | Lionel Goei             | Lionel Goei                     | Lotus Elite                 |
| 44   | GT 1.6   |     | Jack Lucas              | Jack Lucas                      | Porsche 356B S90            |
| 45   | S 1.6    |     | Albert Cognet           | Albert Cognet                   | Porsche 718 RS60            |
| 46   | GT 2.0   |     | Francis van Lysbeth     | Francis van Lysbeth             | AC Ace                      |
| 47   | S 2.0    |     | Ecurie Lausannoise      | A. Leuenberger Guido Haberthur  | Maserati 200SI              |
| 48   | GT 2.0   |     | Christopher J. Lawrence | Richard Shepherd-Barron         | Morgan Plus 4               |
| 49   | S 3.0    |     | Georges Gachnang        | Georges Gachnang Edouard Grob   | Cegga-Ferrari 250TR         |
| 50   | GT 1.3   |     | Jean Pons               | Jean Pons                       | Alfa Romeo Giulietta        |
| 51   | GT 1.3   |     | Les Leston              | Les Leston                      | Lotus Elite                 |
| 52   | GT 1.0   |     | Holland & Scott         | Keith Holland John Clyde Walker | GSM Delta                   |
| 53   | EXP 1.6  |     | John Gaston             | John Gaston                     | Austin-Healey Sprite        |
| 54   | S 1.0    |     | John Gaston             | John Gaston                     | Elva Mk.6                   |
| 55   | GT 1.6   |     | Scuderia Filipinetti    | Gérard Pittet                   | Porsche 356B 1600GS Carrera |
| 56   | GT 1.6   |     | Scuderia Filipinetti    | Nadege Ferrier                  | Porsche 356B 1600GS Carrera |
| 57   | GT 1.3   |     | André Welcker           | André Welcker                   | Lotus Elite                 |
| 58   | GT + 3.0 |     | David Hobbs             | David Hobbs                     | Jaguar E-Type               |
| 59   | GT 1.3   |     | Christian Deframse      | Christian Deframse              | Lotus Elite                 |
| 60   | GT + 3.0 | 1   | Roy Winkelmann          | Dan Collins Roy Winkelmann      | Chevrolet Corvette          |
| 61   | GT 3.0   | 11  | David Piper             | David Piper Chris Kerrison      | Ferrari 250 GTO             |
| 62   | GT 3.0   | 14  | Gérard Spinedi          | Gérard Spinedi                  | Ferrari 250 GT              |
| 63   | GT 3.0   | 15  | Fernand Tavano          | Fernand Tavano                  | Ferrari 250 GTO             |
| 64   | S 1.6    | 23  | Henri Perrier           | Henri Perrier                   | Porsche 718 RS              |
| 65   | EXP 1.0  | 45  | Gitane                  | Gordon Powell                   | Gitane 1000                 |
| 66   | S 1.0    | 47  | Ian Walker              | Mike Spence Peter Ryan          | Lotus 23                    |
| 67   | S 1.0    | 48  | Edgar Rollin            | Edgar Rollin Marcel Picard      | Fiat-Abarth 1000S           |

### Klassensieger
| Klasse                    | Fahrer                  | Fahrzeug                   | Platzierung im Gesamtklassement |
| ------------------------- | ----------------------- | -------------------------- | ------------------------------- |
| Experimental bis 3000 cm³ | Nina Vaccarella         | Ferrari 250TR              | Rang 11                         |
| Experimental bis 1300 cm³ | Lucien Bianchi          | Abarth-Simca 1300 Bialbero | Rang 10                         |
| Experimental bis 1000 cm³ | Jean Vinatier           | René Bonnet Djet           | Rang 16                         |
| Sportwagen bis 2000 cm³   | kein Teilnehmer im Ziel |                            |                                 |
| Sportwagen bis 1600 cm³   | Alan Rees               | Lotus 23                   | Rang 2                          |
| Sportwagen bis 1300 cm³   | kein Teilnehmer im Ziel |                            |                                 |
| Sportwagen bis 1000 cm³   | Bernard Consten         | Lotus 23                   | Rang 9                          |
| GT über 3000 cm³          | Anthony Maggs           | Aston Martin DB4 GT Zagato | Rang 7                          |
| GT bis 3000 cm³           | Carlo-Maria Abate       | Ferrari 250 GTO            | Gesamtsieg                      |
| GT bis 1600 cm³           | Edgar Barth             | Porsche 356B Carrera       | Rang 14                         |
| GT bis 1300 cm³           | Karl Foitek             | Alfa Romeo Giulietta SZ2   | Rang 19                         |

### Renndaten
- Gemeldet: 67
- Gestartet: 33
- Gewertet: 22
- Rennklassen: 11
- Zuschauer: unbekannt
- Wetter am Renntag: heiß, zwischendurch Regenschauer
- Streckenlänge: 8,055 km
- Fahrzeit des Siegerteams: 2:35:25,000 Stunden
- Gesamtrunden des Siegerteams: 38
- Gesamtdistanz des Siegerteams: 306,090 km
- Siegerschnitt: 118,169  km/h
- Pole Position: Peter Arundell – Lotus 23 (#18) – 3:54,300 = 123,764 km/h
- Schnellste Rennrunde: Nino Vaccarella – Ferrari 250TR (#16) – 3:57,100 = 122,203 km/h
- Rennserie: 9. Lauf zur Sportwagen-Weltmeisterschaft 1962